# جشنواره فیلم ساندنس ۲۰۲۰
جشنواره فیلم ساندنس ۲۰۲۰ (انگلیسی: 2020 Sundance Film Festival) از ۲۳ ژانویه تا ۲ فوریه ۲۰۲۰ برگزار شد.

## فیلم‌ها

### فیلم‌های دراماتیک آمریکا
- نسخه چهل‌ساله به کارگردانی رادا بلنک
- Blast Beat به کارگردانی Esteban Arango
- Charm City Kings به کارگردانی Angel Manuel Soto
- Dinner in America به کارگردانی Adam Rehmeier
- The Evening Hour به کارگردانی Braden King
- Farewell Amor به کارگردانی Ekwa Msangi
- میناری به کارگردانی لی ایزاک چانگ
- Miss Juneteenth به کارگردانی Channing Godfrey Peoples
- هرگز به‌ندرت گاهی همیشه به کارگردانی الیزا هیتمن
- Nine Days به کارگردانی Edson Oda
- پالم اسپرینگز به کارگردانی Max Barbakow
- Save Yourselves! به کارگردانی Alex Huston Fischer and Eleanor Wilson
- شرلی به کارگردانی Josephine Decker
- عشق سیلوی به کارگردانی Eugene Ashe
- Wander Darkly به کارگردانی Tara Miele
- Zola به کارگردانی Janicza Bravo

### نمایش اولا
- سراشیبی به کارگردانی نت فکسون and جیم رش
- Dream Horse به کارگردانی Euros Lyn
- Falling به کارگردانی ویگو مورتنسن
- پدر به کارگردانی فلوریان زلر
- چهار روز خوب به کارگردانی رودریگو گارسیا
- گلوریا به کارگردانی جولی تایمور
- خودش به کارگردانی فیلیدا لوید
- دختر اسبی به کارگردانی Jeff Baena
- پیک به کارگردانی دومینیک کوک
- کجیلیونر به کارگردانی میراندا جولای
- The Last Shift به کارگردانی Andrew Cohn
- آخرین چیزی که او می‌خواست به کارگردانی دی ریس
- دختران گمشده به کارگردانی Liz Garbus
- لانه به کارگردانی Sean Durkin
- زن جوان نویددهنده به کارگردانی امرالد فنل
- سرجیو به کارگردانی Greg Barker
- تسلا به کارگردانی مایکل آلمریدا
- عمو فرانک به کارگردانی آلن بال
- Wendy به کارگردانی بن زایتلین
- Worth به کارگردانی Sara Colangelo

### فیلم مستند نمایش اول
- Aggie به کارگردانی Catherine Gund
- Assassins به کارگردانی Ryan White
- Disclosure: Trans Lives On Screen by Sam Feder
- The Dissident به کارگردانی برایان فوگل
- Giving Voice به کارگردانی جیمز دی. استرن
- The Go-Go's by Alison Ellwood
- Happy Happy Joy Joy - The Ren & Stimpy Story by Ron Cicero and Kimo Easterwood
- Natalie Wood: What Remains Behind به کارگردانی Laurent Bouzereau
- Okavango: River of Dreams (Director's Cut) by Dereck Joubert and Beverly Joubert
- Rebuilding Paradise به کارگردانی ران هاوارد
- دوشیزه آمریکایی به کارگردانی Lana Wilson
- Untitled Kirby Dick/Amy Ziering Film به کارگردانی کربی دیک and Amy Ziering
- Vivos به کارگردانی آی وی‌وی

### دیگر
- Beast Beast
- خرس سیاه به کارگردانی Lawrence Michael Levine
- I Carry You With Me
- The Killing of Two Lovers
- La Leyenda Negra
- The Mountains Are a Dream That Call to Me
- Omniboat: A Fast Boat Fantasia به کارگردانی The Daniels, Hannah Fidell, Alexa Lim Haas, Lucas Leyva, Olivia Lloyd, Jillian Mayer, The Meza Brothers, Terence Nance, Brett Potter, Dylan Redford, Xander Robin, Julian Yuri Rodriguez, Celia Rowlson-Hall
- Some Kind of Heaven by Lance Oppenheim
- Spree
- Summertime

### کودک
- Binti به کارگردانی Frederike Migom
- به دوردست‌ها بیا به کارگردانی برندا چپمن
- Timmy Failure: Mistakes Were Made به کارگردانی توماس مک‌کارتی

## جوایز

### رقابت دراماتیک آمریکا
- جایزه بزرگ هیئت داوران دراماتیک آمریکا، میناری به کارگردانی لی ایزاک چانگ
- جایزه مخاطبان آمریکا، میناری
- جایزه کارگردانی رادا بلنک به خاطر فیلم نسخه ۴۰ ساله
- جایزه فیلمنامه‌نویسی والدو سالت ادسون اودا به خاطر فیلم ۹ روز
- جایزه ویژه هیئت داوران برای گروه بازیگران، پادشاهان شهر افسون
- جایزه مؤلف ویژه هیئت داوران، شرلی به کارگردانی جوزفین دِکِر
- جایزه ویژه هیئت داوران برای نئورالیسم الیزا هیتمن به خاطر فیلم هرگز به‌ندرت گاهی اوقات همیشه

### رقابت مستند آمریکا
- جایزه بزرگ هیئت داوران مستند آمریکا، دولت پسران به کارگردانی
- جایزه مخاطبان، اردوگاه کریپ به کارگردانی
- جایزه کارگردانی مستند آمریکا گرت بردلی به خاطر فیلم زمان
- جایزه ویژه هیئت داوران برای فیلمساز نوظهور آرتور جونز به خاطر فیلم مرد حس خوبی دارد
- جایزه ویژه هیئت داوران برای فیلمساز با نگاه اجتماعی الیسه اشتاین‌برگ، جاش کریگمان، ادی دسپرس به خاطر فیلم نبرد
- جایزه ویژه هیئت داوران برای تدوین تیلر اچ. واک به خاطر فیلم به چچن خوش آمدید
- جایزه ویژه هیئت داوران برای نوآوری در داستان‌گویی غیرداستانی کرستن جانسون به خاطر فیلم دیک جانسون مرده‌است

### رقابت دراماتیک سینمای جهان
- جایزه بزرگ هیئت داوران، یلدا، شبی برای بخشش به کارگردانی مسعود بخشی
- جایزه کارگردانی مایمونا دوکور به خاطر فیلم عیارها
- جایزه مخاطبان فرناندا والادز به خاطر فیلم شناسایی ویژگی‌ها
- جایزه ویژه هیئت داوران برای بهترین فیلمنامه فرناندا والادز و آتسرید روندور به خاطر فیلم شناسایی ویژگی‌ها
- جایزه ویژه هیئت داوران برای فیلمسازی خلاقانه لموآنگ جرمیا مؤسس به خاطر فیلم این یک خاکسپاری نیست، یک رستاخیز است
- جایزه ویژه هیئت داوران برای بازیگری بن ویشاو به خاطر فیلم شکر

### رقابت مستند سینمای جهان
- جایزه بزرگ هیئت داوران، اپی‌سنترو به کارگردانی هوبرت ساپر
- جایزه مخاطبان [[جری راتول به خاطر فیلم دلیل که پریدم
- جایزه کارگردانی [[ایرینا تسیلیک به خاطر فیلم جهان مثل یک پرتقال آبی است
- جایزه ویژه هیئت داوران مستند سینمای جهان برای داستان‌سرایی خلاقانه بنجامین ری به خاطر فیلم نقاش و دزد
- جایزه ویژه هیئت داوران مستند سینمای جهان برای فیلمبرداری میرسا توپلنو و رادو سیورنیسیوس به خاطر فیلم خانه من، آکاسا
- جایزه ویژه هیئت داوران برای تدوین میلا اونگ-توین، سم سوکو و ریان مولینس به خاطر فیلم ضعیف

### بخش نکست
- جایزه مخاطبان نکست، من تو را با خودم حمل می‌کنم
- جایزه نوآوری نکست، من تو را با خودم حمل می‌کنم

### جایزه ویژه
- جایزه فیلم بلند آلفرد پی. اسلوآن مایکل آلمیریدا به خاطر فیلم تسلا

## جوایز هیئت داوران فیلم کوتاه
- جایزه بزرگ هیئت داوران سوفییا آلویی به خاطر فیلم اگر بزها بمیرند
- فیلم داستانی آمریکا ترنس دیز به خاطر فیلم کشتی: یک شعر بصری
- داستان بین‌المللی دیلن هولمز ویلیامز به خاطر فیلم هارمونی شیطان
- غیرداستانی متیو کیلیپ به خاطر فیلم جان داشت سعی می‌کرد با بیگانگان ارتباط برقرار کند
- انیمیشن داریا کاشچوا به خاطر فیلم دختر
- جایزه ویژه هیئت داوران برای بازیگری فیلم کوتاه صدف عسگری به خاطر فیلم امتحان به کارگردانی سونیا حداد
- جایزه ویژه هیئت داوران برای کارگردانی فیلم کوتاه مایکل ارکاس به خاطر فیلم روز بیرون والریو